# Lansium domesticum
Lansium domesticum är en tvåhjärtbladig växtart som beskrevs av Corrêa. Lansium domesticum ingår i släktet Lansium och familjen Meliaceae. Inga underarter finns listade i Catalogue of Life.